# Frédéric de Mayence
Frédéric, ou Frithuric  en tudesque, et moine de Fulda et archevêque de Mayence de 937 à sa mort le 27 octobre 954.

## Biographie
Frédéric est porté sur le siège de Mayence en 937 avec l'appui de Gislebert de Lotharingie, semble-t-il grâce à son mérite. Selon le continuateur de Reginon et l'annaliste saxon, c'est un homme exercé dans la pratique des vertus chrétiennes et versé dans la connaissance des lois ecclésiastiques. Le roi Otton Ier le fait son archichancelier.
Eberhard (de), duc de Franconie, s'étant soulevé en  938 contre le roi de Germanie, Frédéric vient le trouver, et l'engage à se soumettre. Mais Eberhard ne persiste pas dans ses dispositions pacifiques. Il se joint au duc Giselbert, qui prétend à la royauté après la mort de Tancmar, frère d'Otton, et au prince Henri, autre frère de ce monarque et  recommence la guerre en 939. Frédéric alors accompagne le roi au siège de Brisach, où une partie des confédérés se sont retranchés. Pendant cette expédition, Frédéric est député pour traiter avec Eberhard. Il conclut la paix sous serment, mais les conditions sont ensuite rejetées par Otton. Frédéric, ne voulant pas se rétracter  passe avec d'autres prélats dans le parti des révoltés. Otton, victorieux à Andernach le 2 octobre 939, exile l'archevêque, non à Hammelburg (selon Widukind de Corvey), mais à Fulda, où, d'abord reçu avec beaucoup d'égards par l'abbé Hadamar, il est ensuite étroitement surveillé, à cause de lettres envoyées à des personnes suspectes d'infidélité.
Il se réconcilie avec Otton et dès le 19 février 940 un diplôme atteste qu'il est rétabli dans sa charge. Il n'oublie pas, après son rétablissement, la sévérité que l'abbé de Fulda avait exercée envers lui et selon Witikind, il suscite, avec d'autres évêques, une grande persécution sur les monastères de sa métropole, ce qui est confirmé par l'annaliste saxon. Albéric atteste qu'il bâtit l'abbaye Saint-Pierre à Mayence.
Il accompagne en 946 le roi Otton lors de sa campagne en Francie occidentale, et après la prise de Reims, il se joint à Robert, archevêque de Trèves, pour replacer Artaud sur le siège archiépiscopal de cette ville. Quem.... accipientes, dit Flodoard, utrâque manu eidem Sedi restituerunt.
Frédéric participe en 951, au festin (convivium) que Ludolphe, fils du roi, donne pour les fêtes de Noël à Saalfeld, en Thuringe. Plusieurs auteurs pensent que c'est à cette occasion que se sont tramés les projets de révolte de ce jeune prince contre son père. Le mariage d'Otton avec Adélaïde est la cause du mécontentement de son fils. Conrad, duc de Lorraine, beau-frère de Ludolphe, est également indisposé contre Otton, son beau-père, pour le refus qu'il lui a fait pendant trois jours de voir Bérenger II, roi d'Italie, qui était venu à sa persuasion faire sa soumission. La révolte, concertée lors de la diète d'Empire à Augsbourg en août 952, entre Ludolphe et Frédéric, éclate l'année suivante. Le roi Otton prévoyait la célébration des fêtes de Pâques à Ingelheim. Mais, apprenant la révolte de son fils, il se rend promptement à Mayence, où il convoque l'archevêque qui s'était retiré pendant le Carême. Otton trouve les portes de la ville fermées et on les lui ouvre difficilement, ce qui lui inspire des défiances contre le prélat, qui parvient cependant à le convaincre de sa fidélité feinte. Craignant un attentat de la part des conjurés, Otton se rend en Franconie, d'où il revient en juillet 953 faire le siège de Mayence. Obligé de le lever au bout de deux mois, il va investir Ratisbonne, que le gouverneur avait livrée à Ludolfe Otton, à la demande des rebelles las de la guerre convoque pour le 15 juin 954 une diète à l'abbaye de Cinna, près de Jüterbog, en Thuringe, pour les entendre.
L'archevêque de Mayence s'y rend et proteste de son innocence, offrant de se purger, par le serment et l'ordalie, des infidélités dont on l'accuse. « Je n'exige point de serment de vous, lui dit le roi, mais je vous exhorte à contribuer, par vos conseils, au rétablissement de la paix ». Frédéric, en conséquence, de concert avec le duc Conrad, tente de ramener Ludolfe au parti de l'obéissance. Ce prince, loin de les écouter, se retire la nuit suivante de la présence du roi pour s'enfermer à Ratisbonne. Il y est assiégé pendant six semaines, après lesquelles il fuit. Une nouvelle diète est convoquée à Fritzlar pour qu'il expose ses griefs. L'archevêque Frédéric se retire à Mayence, où il meurt le 25 octobre 954, suivant la chronique de Reichenau. Il est inhumé en l’église de l'Abbaye Saint-Alban devant Mayence.

### Sources
- L'Art de vérifier les dates, publié en 1750 par Charles Clémencet, avec la collaboration de Maur Dantine et d'Ursin Durand.